# Pieve di Desio
La pieve di Desio o pieve dei Santi Siro e Materno di Desio (in latino: Plebis Desiensis o Plebis Sanctorum Sirii et Materni Desiensis) era il nome di un'antica pieve dell'Arcidiocesi di Milano e del Ducato di Milano con capoluogo Desio.
I patroni erano i santi Siro e Materno a cui è ancora oggi dedicata la chiesa prepositurale di Desio.

## Storia
Le prime attestazioni dell'esistenza della pieve di Desio risalgono al XIII secolo e quasi un secolo dopo apprendiamo che essa comprendeva, oltre alla canonica, diverse cappelle sparse sul territorio circostante, di cui la maggiore era indubbiamente quella di Bovisio ("Boxio"). Il capitolo era composto dal prevosto e da undici canonici, numero che si mantenne anche nel XV secolo quando la pieve arrivò a curare 19 parrocchie ed un monastero. Nel XVI i canonici arrivarono a quattordici oltre al prevosto. Alle già copiose parrocchie, attorno al XVII secolo, si unirono anche altre parrocchie come quella di Cinisello, di Balsamo, di Cusano e di Muggiò.
Col Rinascimento la pieve assunse anche una funzione amministrativa civile come ripartizione locale della Provincia del Ducato di Milano, al fine di ripartire i carichi fiscali e provvedere all'amministrazione della giustizia. Rispetto al comparto ecclesiastico, quello secolare comprendeva anche Cassina Amata.
Nell'epoca post-tridentina, Desio divenne sede di un vicariato e nel contempo questo segnò l'inizio della sua decadenza nell'autorità. Nel XVIII secolo, infatti, la parrocchia di Sant'Ambrogio di Seregno venne unita a quella di San Vittore della medesima città e venne perciò soppressa, mentre nel 1781 ne venne costruita una nuova, quella di San Giuseppe. Come se non bastasse, nel 1808 la parrocchia di Palazzolo divenne sede di un vicariato locale e nel 1841 la parrocchia di San Giuseppe venne definitivamente staccata dalla pieve di Desio e divenne anch'essa sede di vicariato. Nel 1850 anche Lissone divenne vicariato e nel 1905 estese la propria giurisdizione anche sulle parrocchie di Biassono, Macherio, Vedano al Lambro e Bareggia, sottraendole al vicariato di Desio.
Dal punto di vista civile, fu nell'anno 1797 che la pieve amministrativa venne soppressa in seguito all'invasione di Napoleone e alla conseguente introduzione di nuovi e più moderni distretti.
Col decreto del 16 febbraio 1903, l'Arcivescovo Andrea Carlo Ferrari assegnò le parrocchie di Cinisello e Balsamo al vicariato di Sesto San Giovanni. Con un numero già così esiguo di parrocchie da cura d'anime, la pieve di Desio si trovò solo l'aggiunta della parrocchia di Cusano Milanino negli anni '30 del XX secolo. Con i decreti del sinodo Colombo del 1972, tutte le pievi milanesi vennero soppresse a favore dei nuovi decanati e come tale anche la pieve di Desio, ormai ridotta alla stregua di cura d'anime parrocchiale, terminò la propria esistenza come istituzione. Parte del suo antico territorio ricade oggi sotto il decanato di Desio che, nel 1972, comprendeva 21 parrocchie su un'area di 84,9 km² ed una popolazione di 279.884 abitanti.

## Territorio
Nella seconda metà del XVIII secolo, dopo l'annessione di San Giorgio al Lambro a Biassono, il territorio della pieve era così suddiviso:
| Pieve civile                                  | Pieve ecclesiastica                               |
| --------------------------------------------- | ------------------------------------------------- |
| Comune di Desio                               | Parrocchia prepositurale dei Santi Siro e Materno |
| Comune di Balsamo                             | Parrocchia di San Martino                         |
| Comune di Biassono                            | Parrocchia di San Martino vescovo                 |
| Comune di Bovisio Comune di Masciago          | Parrocchia di San Pancrazio                       |
| Comune di Cassina Amata                       | --                                                |
| Comune di Cinisello                           | Parrocchia di Sant'Ambrogio                       |
| Comune di Cusano                              | Parrocchia di San Martino e l'Immacolata          |
| Comune di Dugnano Comune di Incirano          | Parrocchia dei Santi Nazaro e Celso               |
| Comune di Lissone Comune di Cassina Aliprandi | Parrocchia dei Santi Pietro e Paolo               |
| Comune di Macherio                            | Parrocchia dei Santi Gervaso e Protaso            |
| Comune di Muggiò                              | Parrocchia dei Santi Pietro e Paolo               |
| Comune di Nova                                | Parrocchia di Sant'Antonino martire               |
| Comune di Paderno                             | Parrocchia di Santa Maria Nascente                |
| Comune di Palazzolo                           | Parrocchia di San Martino vescovo                 |
| Comune di Seregno Comune di Cassina Savina    | Parrocchia di San Giuseppe                        |
| Comune di Varedo                              | Parrocchia dei Santi Pietro e Paolo               |
| Comune di Vedano                              | Parrocchia di Santo Stefano protomartire          |